# Віковий дуб (Плисківське лісництво)
Віковий дуб — ботанічна пам'ятка природи місцевого значення. Розташована на території Спичинецької сільської ради Погребищенського району Вінницької області (Плисківське лісництво, кв. 19 діл. 23). Оголошена відповідно до рішення Вінницького облвиконкому від 29.08.1984 р. № 371 та № 310 від 22.07.76р. Охороняється дуб черешчатий віком понад 200 років з діаметром стовбура 96 см та висотою 24 м.